# MS Vulcania
MS Vulcania foi um navio transatlântico, de bandeira italiana construido pelo estaleiro Cantiere Navale Triestino, em Monfalcone, Itália, no ano de 1926 para a Linha Italiana Cosulich.   A construção do Vulcania e de seu irmão gêmeo o Saturnia marca o renascimento do transporte transatlântico italiano e enquadra-se dentro de uma política econômica de expansão e propaganda fascista implementada por Benito Mussolini.

## Características
O Vulcania é considerado um dos transatlânticos mais bem sucedidos da história da construção naval. Durante sua carreira, transportou mais passageiros do que qualquer outro navio de bandeira italiana.  Como o Saturnia foi desenhado por Niccolò Costanzi, o diretor do Estaleiro Naval Triestino e representou uma grande inovação na  conservadora arquitetura naval.
O vapor possuía no total 181.58 metros de comprimento, com mais de 23.970 toneladas brutas, alcançando a velocidade de 19 nós. Havia acomodação para 310 passageiros na primeira classe; 460 passageiros na segunda, 310 na classe intermediária e 700 na terceira classe. Em 1930 a acomodação foi alterada para primeira, segunda, turista e terceira classe e em 1962 para primeira, turista e terceira classe somente.
Embora na época muitos navios oferecessem varandas e passeios privativos nas suítes, tanto o Vulcania quanto o Saturnia foram os primeiros transatlânticos a oferecer um grande número de cabines com balcões desse tipo. O interior do navio foi decorado no estilo conservador clássico pela Casa Artística e com ajuda de firmas austríacas e britânicas.  Havia muitas obras de arte como por exemplo, Le Sirene, um baixo relevo em madeira criado em 1934 pelo famoso artista italiano Marcello Mascherini e exposto no bar da classe turista.

## História
Lançado ao mar no dia 18 de dezembro de 1926, o Vulcania começou sua viagem inaugural em 19 de dezembro de 1926 saindo de Trieste em direção à Nova Iorque, com escalas intermediárias em Patras e Nápoles. Em setembro 1933, o navio trouxe de Nova Iorque para a Itália o corpo do aviador italiano Francesco de Pinedo após sua morte em um desastre aéreo. Em dezembro de 1936, o Vulcania  fez sua última viagem Trieste - Nova Iorque para as linhas Cosulich, e em 1937 foi para a recém formada Linha Itália. Em março de 1937 recomeçou a rota regular Trieste- Nova Iorque. A última viagem nesta rota data de março de 1940.  Em abril de 1940,  um mês e meio antes da declaração de guerra da Itália durante a Segunda Guerra Mundial, o Vulcania foi retirado da rota  America do Norte (Trieste- Nova Iorque) e fez sua viagem inaugural na rota sul-americana (Trieste- Buenos Aires), transportando imigrantes da Europa para o Brasil e Argentina. O periódico Correio da Manhã, arquivado na Hemeroteca Digital Brasileira, publicou aproximadamente 17 artigos sobre o 'Vulcania  em 1940.
O Vulcania partiu de Trieste no dia 29 de abril de 1940 tendo como destino final Buenos Aires. Fez escalas intermediárias em Split (Croácia), Nápoles, Génova, Barcelona, Gibraltar, Lisboa, Funchal, Las Palmas, Salvador, Rio de Janeiro, Santos e Montevidéu.  Em Gibraltar o navio foi retido pelas autoridades do contrôle marítimo dos aliados, que retiraram 1750 malas postais procedentes da Alemanha. Segundo o relatório de viagem emitido pelo comandante Nestore Martineli no dia 16 de maio de 1940, o navio aportou no Rio com 1015 passageiros, 336 dos quais lá desembarcaram.  Entre os passageiros da primeira classe,  encontravam-se o novo embaixador belga no Rio, Sr. Maurice Cuvalier, Tranquillo Bianco, o novo consul da Itália em Belo Horizonte, e o secretário da legação holandesa no Rio, Sr Jonkheer H.M. von der Wijck. Em trânsito para Buenos Aires, seguiram o conde e a condessa de Pavoncelli, o maestro Franco Ghione e os cantores líricos Galliano Masini, Bruno Landi, Armando Borgioli, Filippo Romito, Giacomo Vaghi e Duilio Baroni que lá se dirigiam para fazer uma apresentação no teatro Colon. 
Em 1941, o governo italiano requisitou o navio para transportar tropas para a Africa do Norte. Em 1942-3 foi usado em três missões especiais para repatriar mulheres e crianças, Génova - Leste da Africa via Africa do Sul. Em outubro de 1943, o Vulcania tornou-se um navio de transporte de tropas dos Estados Unidos e no dia 29 de março de 1946 foi fretado pela American Export Lines para fazer a rota entre Nova Iorque - Nápoles - Alexandria. Fez 6 viagens completas nesta rota, e começou a última delas no dia 4 de outubro de 1946 sendo devolvido à Linha Italia no dia 15 de novembro deste ano. Fez depois a rota Nova Iorque - Nápoles - Genova, onde foi reformado para carregar 240 passageiros em primeira classe, 270 em cabines e 860 passageiras em classe turista. Em julho de 1947,  fez uma viagem de Genova para a America do Sul e depois, em 4 de setembro de 1947, retomou a rota Genova - Nápoles - Nova Iorque. No dia 21 de setembro de 1955, começou sua última viagem neste trajeto em em 28 de outubro do mesmo ano foi transferido para a rota Trieste, Veneza, Patras, Nápoles, Palermo, Barcelona, Gibraltar, Lisboa, Halifax e Nova Iorque. No dia 5 de abril de 1965 Vulcania fez sua ultima viagem antes de ser vendido para a Linha Siosa que o renomeou Caribia. O navio foi rebocado para Barcelona no dia 18 de setembro de 1973 para ser sucateado e rebocado novamente no dia 15 de março de 1974 para Kaohsiung com o mesmo fim mas afundou antes de alcançar seu destino.

## Albuns com fotos do navio
- Photograph album of the M.S. "Vulcania": The Wolfsonian–Florida International University, Miami Beach, FL
- Vulcania: Museum City of NY Collections Portal

## Filmes sobre o navio
- Viaggio inaugurale della VULCANIA : filme arquivado por Archivio Storico Luce, originalmente publicado em Giornale Luce A0244 em 12/1928
- La grande motonave Vulcania: filme arquivado por Archivio Storico Luce originalmente publicado em Giornale Luce B0813 em 08/01/1936